# Lech Browary Wielkopolski

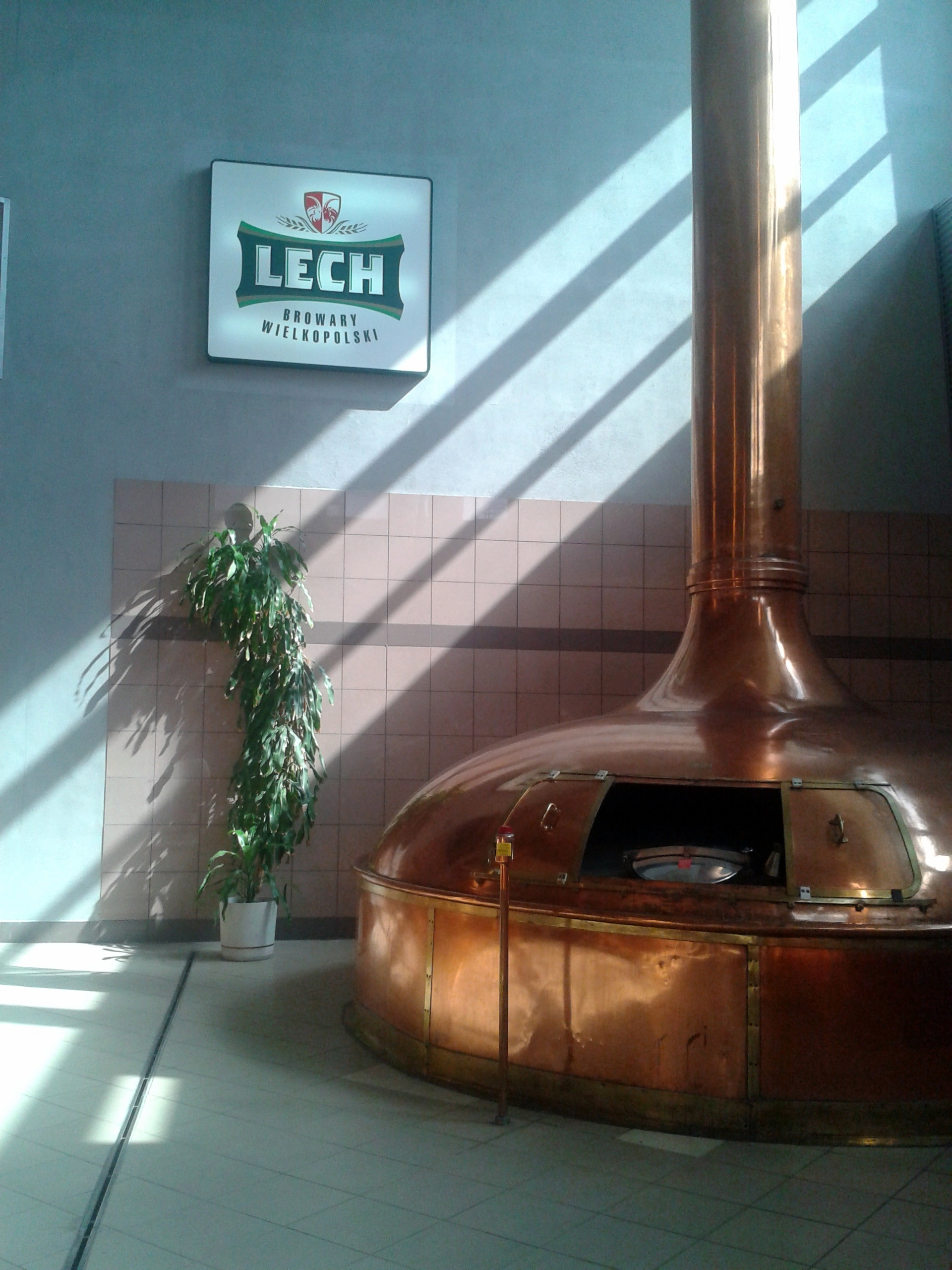
Warzelnia w Browarze Lecha, 2013

Lech Browary Wielkopolski – duży browar przemysłowy w Poznaniu na Franowie na osiedlu administracyjnym Antoninek-Zieliniec-Kobylepole o mocach produkcyjnych ok. 7,5 mln hl. Zakład jest własnością spółki Kompania Piwowarska S.A.

## Historia
Nowoczesny zakład piwowarski w Poznaniu został wybudowany w latach 1975–1980. W 1984 dobudowano do niego słodownię. Do 1992 roku wraz z innymi browarami poznańskimi wchodził w skład Wielkopolskich Zakładów Piwowarsko-Słodowniczych, natomiast w 1992 został przekształcony w spółkę państwową Lech Browary Wielkopolski S.A. W 1993 r. ministerstwo przekształceń własnościowych postanowiło sprywatyzować browar. W wyniku przetargu udziałowcem strategicznym została firma Euro Agro Centrum należąca do poznańskiego przedsiębiorcy Jana Kulczyka.
W 1996 roku kontrolę nad browarem przejął południowoafrykański koncern piwowarski South African Breweries International, który w tym samym roku wspólnie z Janem Kulczykiem przejął Tyskie Browary Książęce. Trzy lata później oba browary zostały połączone tworząc grupę Kompania Piwowarska.